# Florești (Prahova)
Florești er en administrativ enhed i Prahova-distriktet i Rumænien. Dens areal er på 29,63 km², og indbyggertallet var pr. 2007 på 7.421 personer. I Florești findes fem landsbyer: Cap Roșu, Călinești, Cătina, Florești og Novăcești.
45°02′N 25°48′Ø / 45.03°N 25.8°Ø